# Unterrohn
Unterohn is een dorp in de Duitse gemeente Bad Salzungen in  Thüringen. De gemeente maakt deel uit van het Wartburgkreis.

## Geschiedenis
Het dorp ontstond rond een hof van het klooster Frauensee.
In 1972 werd de tot dan zelfstandige gemeente gevoegd bij Tiefenort, die op 6 juli 2018 werd opgenomen in de gemeente Bad Salzungen.